# Alice Cary

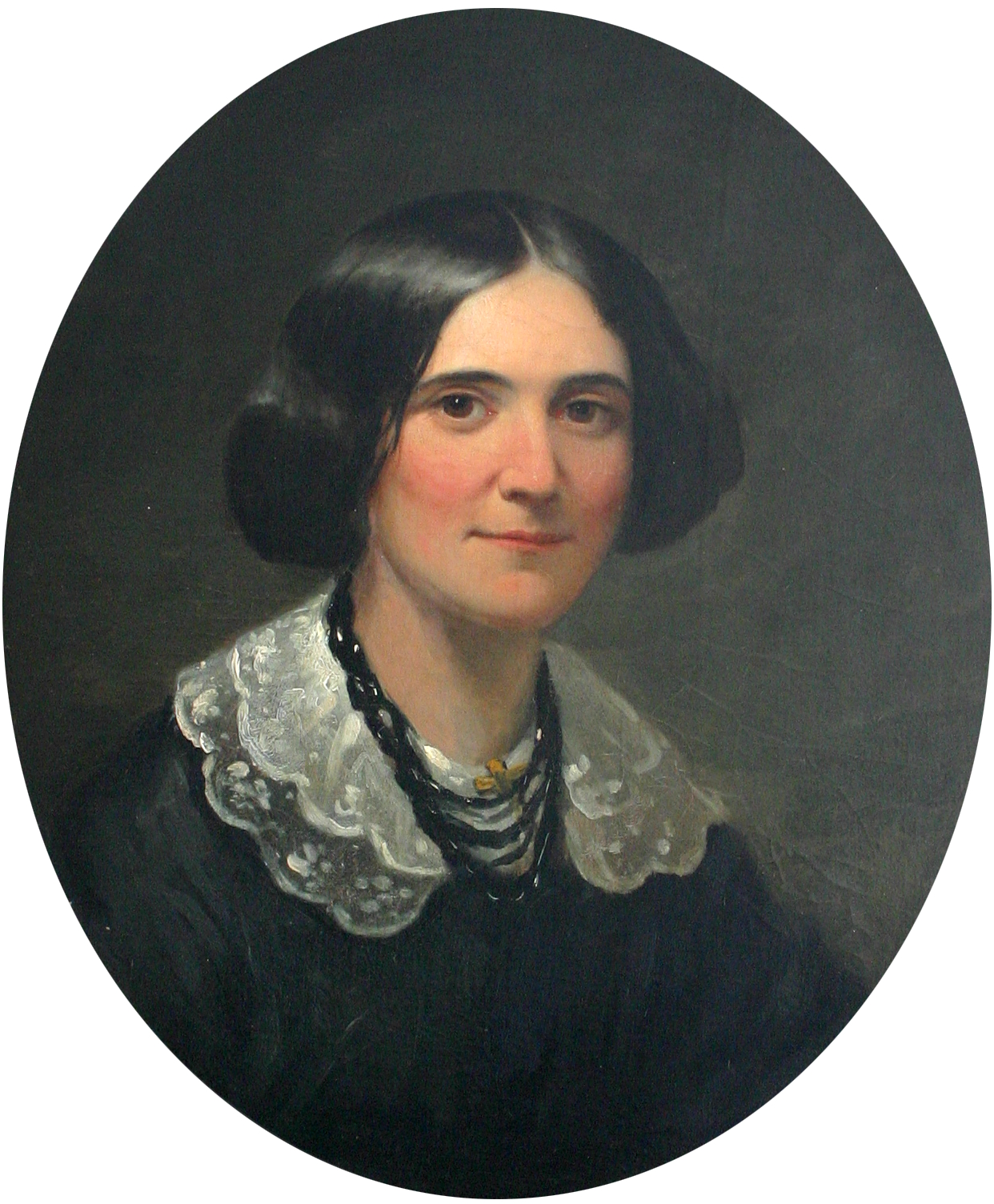
Porträt von Alice Cary

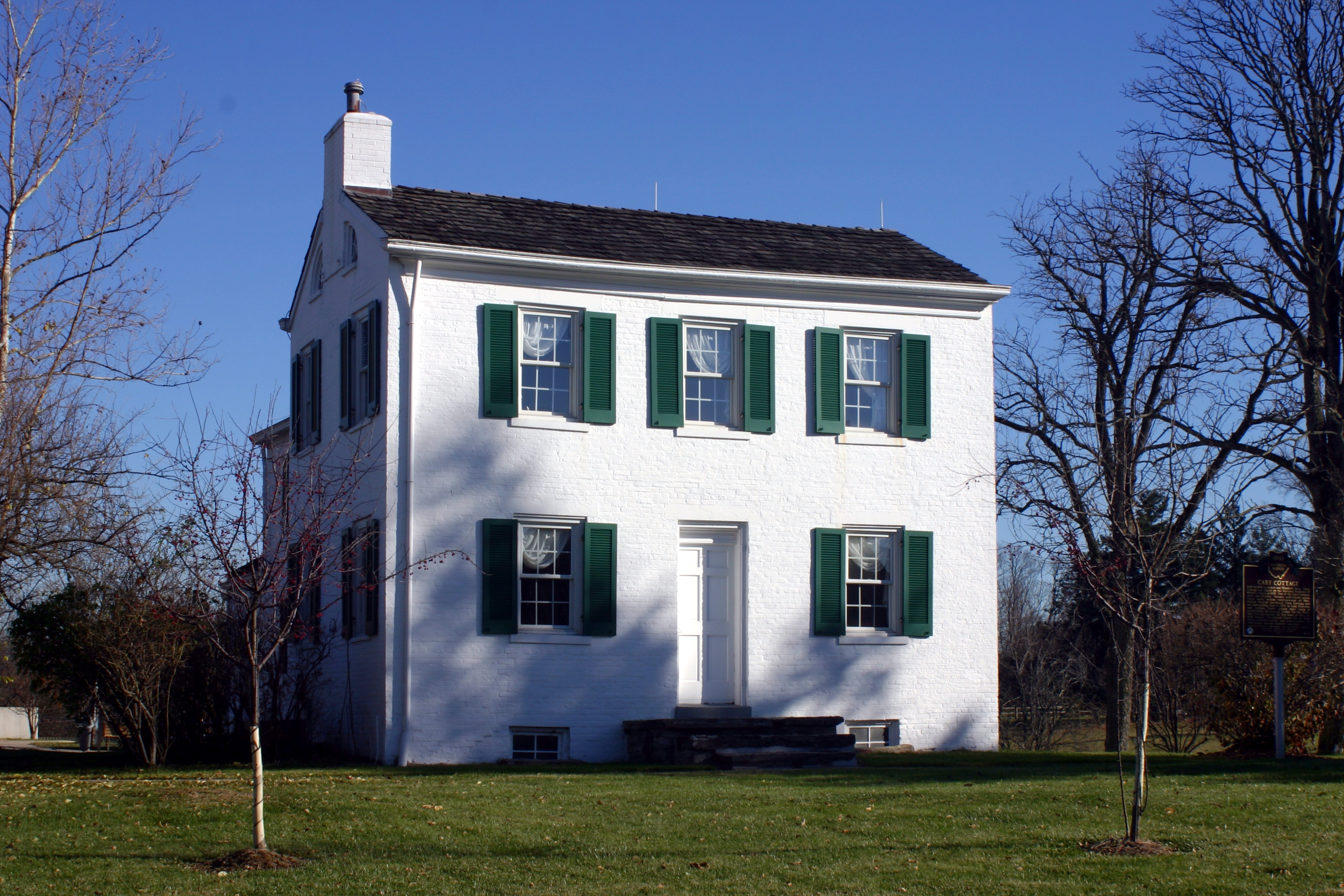
Wohnhaus ihrer Kindheit

Alice Cary (* 26. April 1820 in Mount Heather/Ohio; † 12. Februar 1871 in New York City) war eine US-amerikanische Schriftstellerin.

## Leben
Carys erstes Gedicht, The Child of Sorrow, erschien 1838 im Sentinel, der universalistischen Zeitschrift von Cincinnati. Sie veröffentlichte in den nächsten Jahren weitere Gedichte in regionalen Zeitungen und Zeitschriften. Ab 1847 schrieb sie Prosa für Gamaliel Baileys Zeitschrift National Era, in der auch Harriet Beecher Stowes berühmter Roman Onkel Toms Hütte erschien. Rufus W. Griswold nahm Gedichte von ihr und ihrer jüngeren Schwester Phoebe Cary in seine Sammlung The Female Poets of America auf und arrangierte 1849 die Publikation des Gedichtbandes Poems of Alice and Phoebe Cary.
Ab 1851 lebten Alice und Phoebe Cary als angesehene Mitglieder der literarischen Gesellschaft in New York. Ihre Sonntagabend-Empfänge waren berühmt, und es erschienen Gäste wie Horace Greeley, Bayard Taylor, Richard Stoddard, Robert Dale Owen, Oliver Johnson, John Greenleaf Whittier, Mary E. Dodge, Jane Cunningham Croly, Edwin H. Chapin, Henry M. Field, Charles F. Deems, Samuel Bowles, Thomas B. Aldrich, Anna E. Dickinson, George Ripley, Henry Wilson, Justin McCarthy und Elizabeth Cady Stanton.
Insgesamt veröffentlichte Cary vier Gedichtbände, zwei Bände mit Gedichten und Erzählungen für Kinder und drei Romane. Ihren Platz in der amerikanischen Literaturgeschichte fand sie jedoch vor allem als Autorin von Kurzgeschichten, die in den Sammlungen Clovernook or Recollections of Our Neighborhood in the West (1852) und Clovernook’s Children (1855) erschienen.

## Werke
- Poems of Alice and Phoebe Cary (1849)
- Clovernook Papers (Boston, 1852)
- Hagar, a Story of To-day (1852)
- The Clovernook Children (1855)
- Lyra, and other Poems (1853)
- Married, Not Mated (1856)
- Pictures of Country Life (1859)
- Lyrics and Hymns (1866)
- The Bishop’s Son (1867)
- The Lover’s Diary (1867)
- Snow-Berries: a Book for Young Folks (1869)
- The Born Thrall (Roman, unvollendet)